# Gà lôi hông tía
Gà lôi hông tía (danh pháp hai phần: Lopura diardi) là một loài gà lôi thuộc chi Lophura, một chi động vật trong họ Trĩ (Phasianidae). Loài này phân bố ở Việt Nam, Lào, Thái Lan. Tên loài này được đặt tên theo nhà tự nhiên học người Pháp Pierre-Médard Diard.

## Mô tả
Kích thước 61–81 cm.
Chân và da mặt có màu đỏ. Chim đực có đầu và họng màu đen; trên đầu có mào lông dài màu xanh ánh thép; phần dưới lưng màu vàng kim; hông và lông bao đuôi màu hạt dẻ; đuôi cong và dài có màu xanh ánh thép; cổ và ngực màu xám; bụng màu đen. Chim cái có đầu, họng và cổ màu nâu xám; lưng trên và phần dưới cơ thể nâu hung; bụng màu trắng nhạt; phần còn lại của trên cơ thể có vằn rộng đen và trắng phớt nâu.
Đây là loài định cư sinh sống ở các khu rừng nguyên sinh, thứ sinh và vùng nương rẫy, nhất là các khu rừng cây họ Dầu.

## Hình ảnh

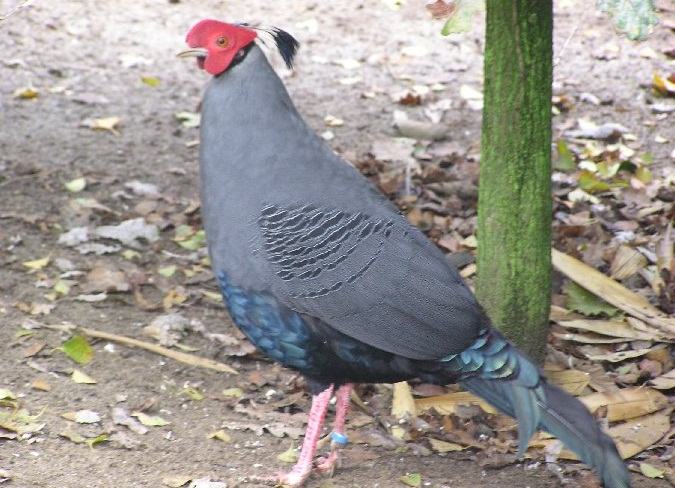
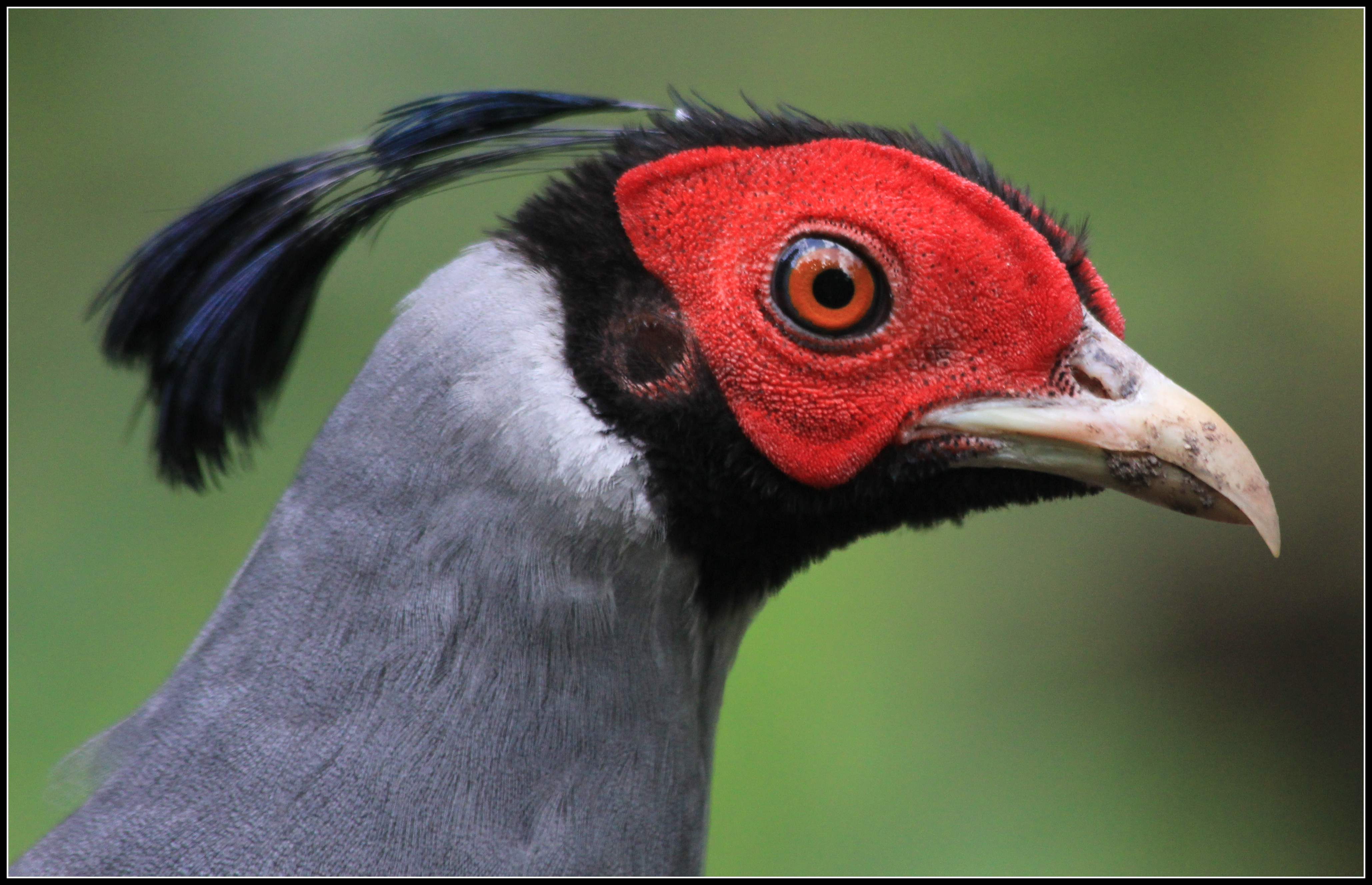
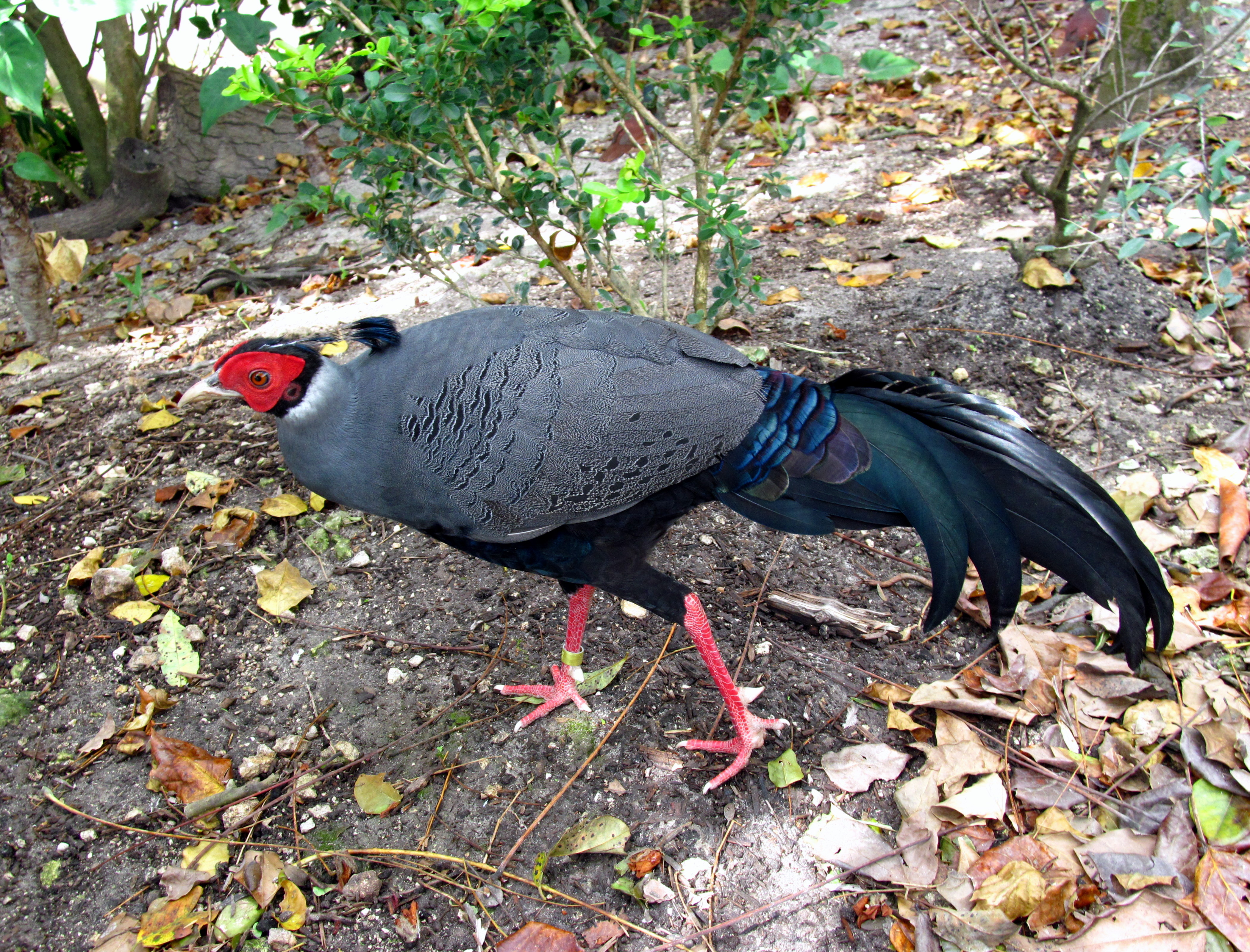
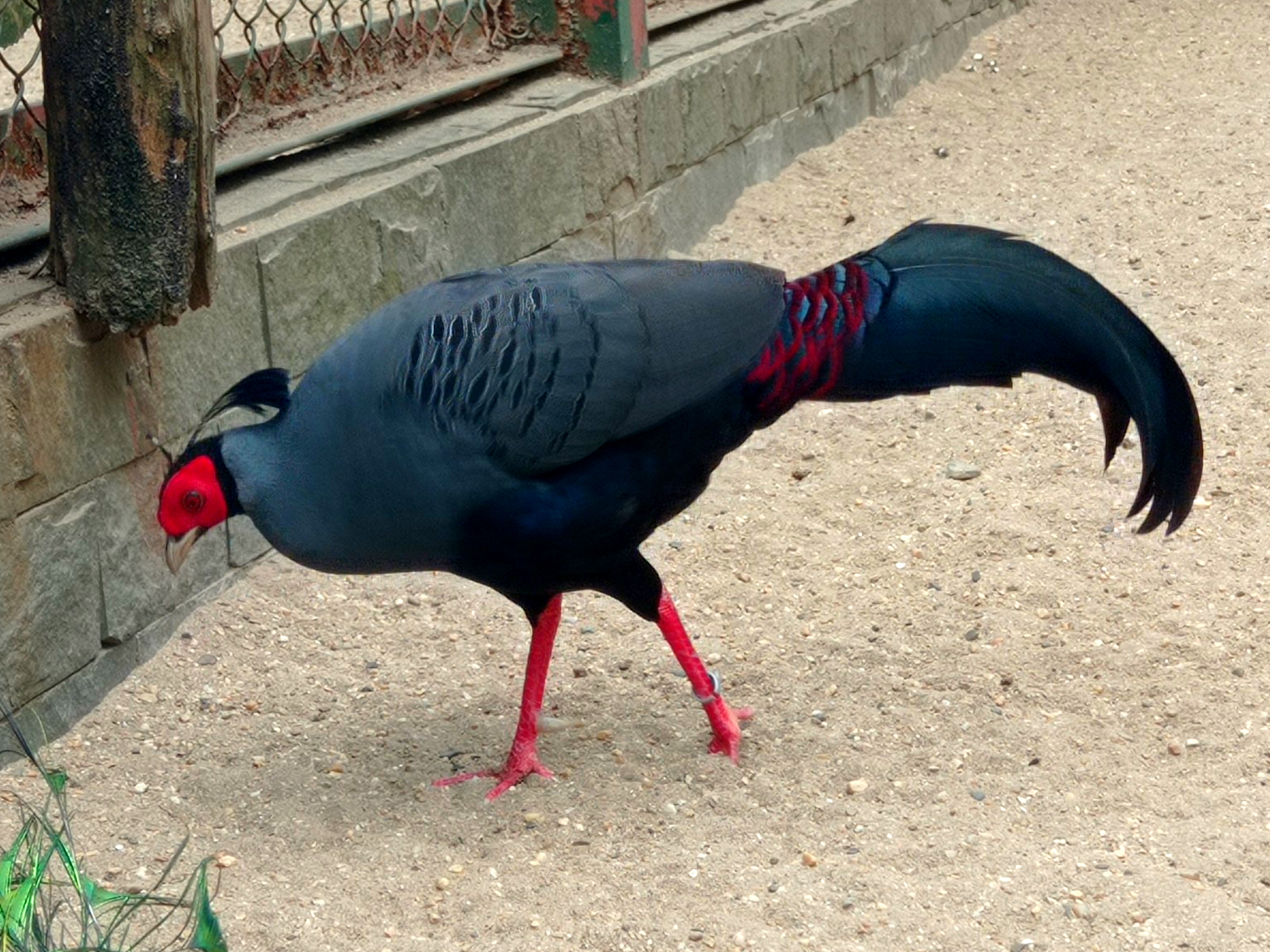
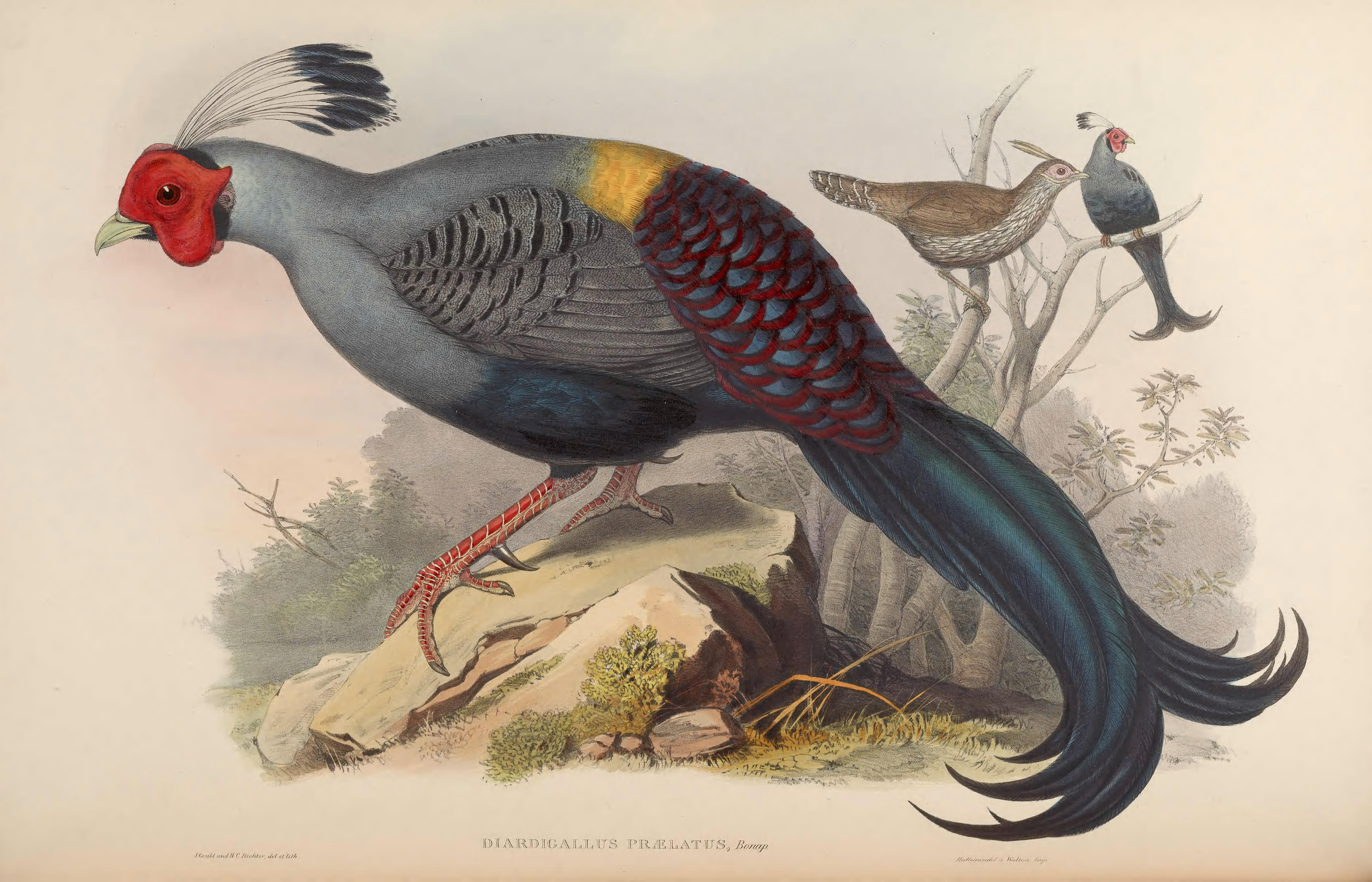
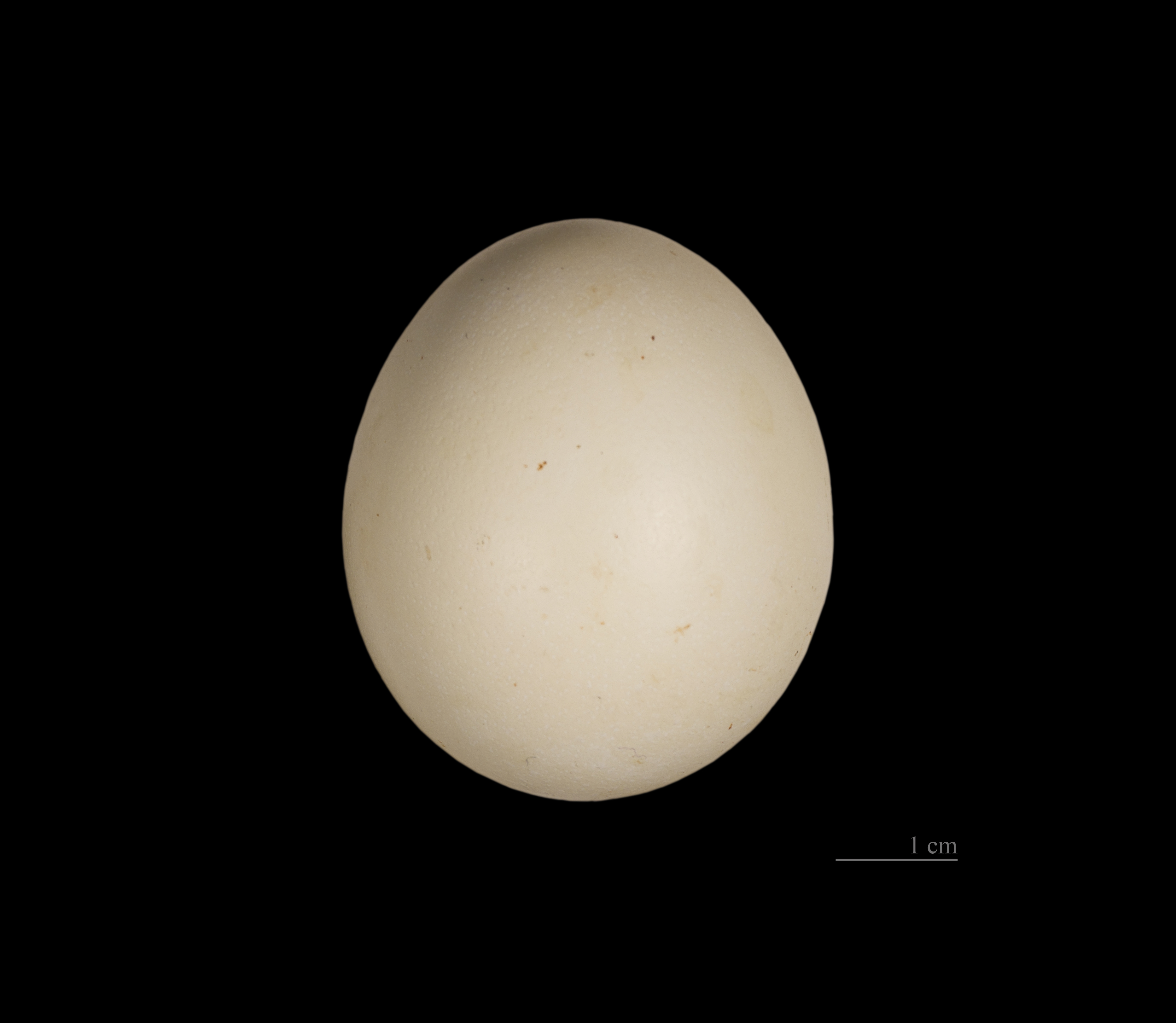